# Пухта
Пу́хта (вепс. Puht, карел. Puhta) — посёлок в Прионежском районе Республики Карелия, административно входит в состав Ладвинского сельского поселения.

## Общие сведения
Расположен на берегу реки Пухта.

## Население
| 2002 | 2009 | 2010 | 2013 |
| ---- | ---- | ---- | ---- |
| 162  | →162 | ↘120 | ↘103 |